# Прапор Чорноморська
Пра́пор Чорномо́рська — офіційний символ міста Чорноморськ, Одеської області, затверджений 26 липня 2013 р. № 352 рішенням Чорноморської міської ради.
Прямокутне полотнище з співвідношенням сторін 2:3 розділене на три горизонтальні рівновеликі смуги — жовту, білу, синю. У центрі герб міста.
Автор-розробник прапора м. Чорноморська член Українського геральдичного товариства Бузько Юрій Іванович.